# Cộng đồng hâm mộ thể loại kỳ ảo

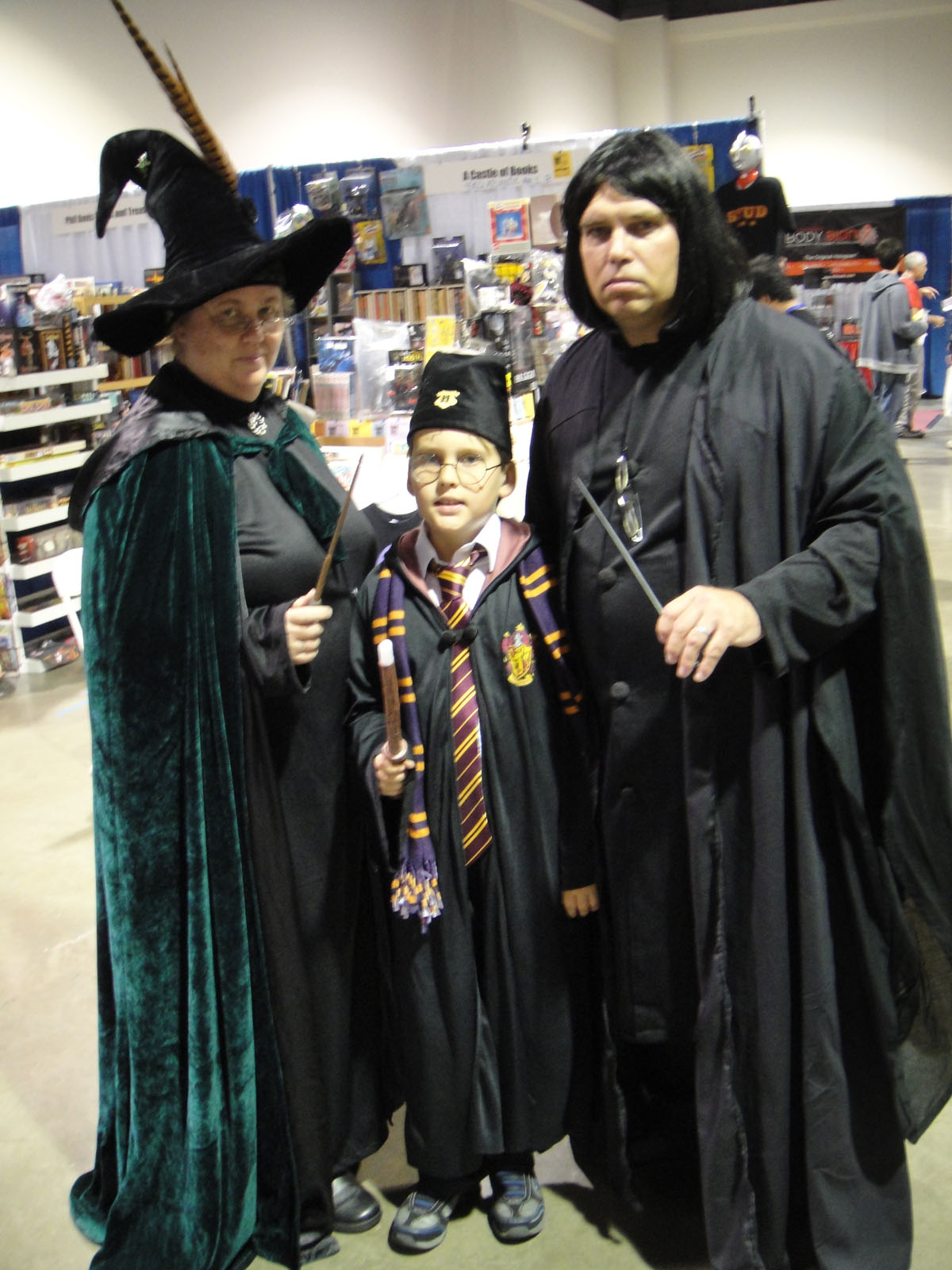
Những người hâm mộ bộ truyện Harry Potter đang trưng diện bộ áo choàng bản sao của ba nhân vật: Giáo sư McGonagall, Harry Potter và Severus Snape.

Cộng đồng hâm mộ thể loại kỳ ảo là nhóm những người hâm mộ cùng yêu thích thể loại kỳ ảo.
Nó xoay quanh những thương hiệu truyền thông nổi tiếng thuộc thể loại kỳ ảo và còn bao gồm tập hợp các tác phẩm của fan về những thương hiệu kỳ ảo này hay các sự kiện tôn vinh những thương hiệu thuộc thể loại này cũng như các nhân vật thuộc thể loại đó.
Gần đây nhất, sự phát triển của mạng Internet còn đưa các nhóm cộng đồng người hâm mộ lên không gian trực tuyến.